# 新・番頭はんと丁稚どん (1972年のテレビドラマ)
『新・番頭はんと丁稚どん』（しんばんとうはんとでっちどん）は、1972年4月5日から同年12月27日まで毎日放送制作・NET（現：テレビ朝日）系列の毎週水曜19:30 - 20:00（JST）に放送されたコメディドラマである。全39回。

## 概要
かつて1959年3月から1961年4月まで同局で放送され、絶大な人気を博した上方コメディ『番頭はんと丁稚どん』（以降「旧作」と表記）を、現代風にリメイクした作品。
舞台は、旧作が薬問屋「毎宝堂」だったのに対し、本作では京都の格式高い呉服問屋「京花」となっている。そして出演者も、旧作で丁稚・崑松を演じた大村崑が新たな番頭役になり、丁稚役は当時売出し中のレツゴー三匹が担当している。なお大村は本作で岡崎たかしと共に演出も担当した。

## 出演者
- 大村崑
- レツゴー三匹
- 安倍律子
- 佐々十郎
- 扇千景

ほか
「敏江・玲児の舌禍事件」
当初、主要キャストにはこの当時「どつき漫才」で人気上昇中だった夫婦漫才コンビ、正司敏江・玲児もキャスティングされていたが、番組開始早々に降板させられる、という騒動が発生している。これは、新番組の新聞広告に自分たちの顔写真が掲載されておらず、玲児が所属事務所・松竹芸能側にクレームを付けたところ、その話に周囲が尾ひれを付け、最終的には「玲児が作者の花登筐に物を投げつけた」という話にして、当時の松竹芸能社長で所属芸人に対する厳しさ、冷徹さに定評のあった勝忠男にリークしたことで騒動になったものである。結局コンビは「人気におぼれて天狗になった」と判断され、玲児は事務所を解雇。一時の爆発的人気は凋落の一途を辿った。

## スタッフ
- 原作：花登筺
- 監修：花登筺
- 脚本：花登筺
- 演出：大村崑、岡崎たかし
- 制作：毎日放送、松竹芸能